# Szurkowo (Nowy Dwór)
Szurkowo (niem. Neuhofer Vorwerk) – przysiółek wsi Nowy Dwór w Polsce, położony w województwie wielkopolskim, w powiecie kościańskim, w gminie Krzywiń.
W latach 1975–1998 przysiółek administracyjnie należał do województwa leszczyńskiego.
Pod koniec XIX wieku Szurkowo było folwarkiem. 